# Филип Шеридан
Филип Хенри Шеридан (6 март 1831 – 5 август 1888) е офицер от армията на Съединените щати.
Син на Джон и Мери (Mийнъд) Шеридан. Роден е на 6 март 1831 г. Мястото му на раждане е неизвестно, вероятно е роден някъде по време на емиграцията на родителите му от Ирландия до Охайо. Баща му е ирландски католик, който работи в строителството на пътища след пристигането на семейството в Охайо. Филип Шеридан завършва основно образование в местно училище. През 1848 г. постъпва във Военната академия на САЩ, която завършва през 1853 г. като 34-ти от 52-ма кадети. През 1854 г. заминава за Форт Дънкан, Тексас с Първи пехотен полк на американската армия. В края на 1855 г. е прехвърлен в Северозапада, където служи до започването на Гражданската война. По време на войната Шеридан е наречен „Малкия Фил“ (заради височината му) и става един от тримата герои на Съюза, заедно с Юлисис Грант и Уилям Шърман. Шеридан е повишен от лейтенант в генерал – майор през 1864 г. Той командва подразделения в битките при Перивил в Кентъки (октомври 1862), при Стоунс Ривър в Тенеси (декември 1862), при Чикамауга в Джорджия (септември 1863) и при Чатануга в Тенеси (ноември 1863). През 1864 г. Грант го назначава за командир на кавалерийския корпус на армията в Потомак. Ръководи нападението на Ричмънд, Вирджиния (май 1864), опустошава долината Шенъндоа (август 1864 – март 1865), и помага при предаването на Робърт Лий в Апоматокс, Вирджиния (април 1865). След войната Грант изпраща Шеридан в Тексас с 50 000 войници, за да ограничи Френското поддържане на режима на император Фердинанд Максимилиан в Мексико. Повече от година Шеридан опитва да убеди французите да напуснат Мексико.
Преустройството на бившата Конфедерация става негов приоритет, след като на 19 март 1867 г. поема командването на Пети военен окръг (Тексас и Луизиана), със седалище в Ню Орлиънс. Шеридън назначава генерал Чарлс Грифин като негов подчинен в Тексас. Повечето от политическите назначения на Шеридън са на верни синдикалисти или републиканци. Грифин предлага отстраняването на губернатора на Тексас, Джеймс Трокмортън, бивш конфедералист, на основание, че е „нелоялен“. Шеридън отстранява много цивилни служители, но се поколебава да реши за по-висшестоящите. Скоро, обаче заменя губернаторът на Луизиана и след това отстранява Трокмортън като „пречка за възстановяването на щата.“
През 1867 г. Шеридън е прехвърлен по заповед на президента Андрю Джонсън като командващ на военния Департамента в Мисури със седалище във Форт Левънуърт, Канзас. Той организира успешна зимна кампания (1868 – 1869), ръководена от подполковник Джордж Армстронг Къстър срещу южните шайени в Индианската територия (Оклахома). През 1869 г. Шеридан става командир на Военния отдел на Мисури със седалище в Чикаго, Илинойс, откъдето организира кампанията срещу команчите и кайовите. Тази кампания бележи забележителен успех, особено с победата на полковник Раналд Макензи в каньона Пало Дуро на 28 септември 1874 г. На 3 юни 1875 г. Шеридан се жени за Ирен Рукър, дъщеря на генерал Даниъл Рукър. След като генерал Шърман се пенсионира на 1 ноември 1883 г. Шеридан става командващ генерал от армията на САЩ. Неговата собствена версия за кариера му е отразена в личните му мемоари (2 тома, 1888). Шеридън умира от сърдечно заболяване в Нонкит, Масачузетс на 5 август 1888 г., докато все още е на активна служба.